# Lohisaari (ö i Norra Savolax, Kuopio, lat 63,20, long 28,16)
Lohisaari är en halvö i Finland. Den ligger i sjön Syväri och i kommunen Kuopio i den ekonomiska regionen  Kuopio ekonomiska region  och landskapet Norra Savolax, i den centrala delen av landet, 400 km nordost om huvudstaden Helsingfors.